# عثمان بن عمر بن أبي بكر الناشري
عثمان بن عمر بن أبي بكر بن علي بن محمد بن أبي بكر بن عبد الله بن عمر بن عبد الرحمن بن عبد الله العفيف الناشري المقري الشافعي.
مولده ونشأته العلمية
ولد سنة 805هـ، من علماء المذهب الشافعي، وهو ابن أخي القاضي موفق الدين علي وابن عم القاضي الطيب بن أحمد بن أبي بكر وتلميذه، أخذ القراءات عن ابن الجزري تلا عليه ختمة للعشر والشهاب أحمد بن محمد الأشعري وعلي بن محمد الشرعبي وصنف فيها الهداية إلى تحقيق الرواية في رواية قالون والدوري والدر الناظم في رواية حفص عن عاصم وغير ذلك، وحج وجاور وكان فقيها مقرئا، مات أبوه وعمره أربع سنين، فكفله عمه الإمام العلامة ولي الله شهاب الدين أحمد بن أبي بكر الناشري مدَّة يسيرة، ثم لما توفي عمه المذكور انتقل إلى عمه الآخر شيخ الإسلام شمس الدين علي بن أبي بكر الناشري، فحفظ القرآن العظيم، ثم جمع القراءات السبع عند المقرئ شهاب الدين أحمد بن محمد الأشعري قبل بلوغ عمره عشرين سنة، وكان موفَّقاً في صغره، كما قيل في المثل: عاش طفل ما مربِّيه أب.
قالوا عنه
1/ قال عنه السخاوي: «كان فقيها عالما محققا لعلوم جمة؛ منها الفقه والقراءات والفرائض وغيرها مع مشاركة في الأدب والشعر. ويقال أنه بلغ في شرح الإرشاد إلى إثناء الصداق ودرس بمدارس في زبيد ثم رتبه الظاهر في تدريس مدرسته، وكان مبارك التدريس انتفع به جماعة كثيرون، وولي أيضا إمامة الظاهرية، فلما اختل الأمر انتقل إلى أب في أواخر جمادى الأولى سنة ثمان وأربعين باستدعاء مالكها أسد الدين أحمد بن الليث السيري الهمذاني صاحب حصن جب، فرتبه مدرسا بمدرسة الأسدية التي نشأها هناك وأضاف إليه إمامتها وتدريس القراءات بها، وكذا أعطاه تدريس غيرها كالجلالية وتصدر للفتوى والإقراء».
2/ قال عنه الزركلي: «فقيه يماني شافعيّ، له مشاركة في الأدب والشعر. درّس بمدارس زبيد».
مما يبين أهمية العلم: أنه واحد من علماء اليمن، ودراسة علماء اليمن مهم لأن أكثر العلماء إنما يأتون من الجزيرة وشمالها، كما أنه جمع بين القراءات والأدب، وأخذ عن ابن الجزري القراءات العشر، وأقرأ بها.
قال عنه الزركلي: «فقيه يماني شافعيّ، له مشاركة في الأدب والشعر. درّس بمدارس زبيد».
من مشايخه: ابن الجزري، أخذ عنه القراءات العشر، الشهاب أحمد بن محمد الأشعري، علي بن محمد الشرعبي.
من مؤلفاته: البستان الزاهر في طبقات علماء بني ناشر، قال عنه السخاوي: «له تصنيف في الناشريين سماه البستان الزاهر في طبقات علماء بني ناشر طالعته وهو مفيد واستطرد فيه لغيرهم مع فوائد ومسائل بل وعمل شرحا على الحاوي والإرشاد».
مات في سنة 848هـ بالطاعون في يوم الأحد تاسع عشري ذي الحجة.

## اسمه ونسبه
عثمان بن عمر بن أبي بكر بن علي بن محمد بن أبي بكر بن عبد الله بن عمر بن عبد الرحمن بن عبد الله العفيف الناشري المقري الشافعي.

## مولده ونشأته العلمية
ولد سنة 805هـ، من علماء المذهب الشافعي، وهو ابن أخي القاضي موفق الدين علي وابن عم القاضي الطيب بن أحمد بن أبي بكر وتلميذه، أخذ القراءات عن ابن الجزري تلا عليه ختمة للعشر والشهاب أحمد بن محمد الأشعري وعلي بن محمد الشرعبي، وصنف فيها الهداية إلى تحقيق الرواية في رواية قالون والدوري والدر الناظم في رواية حفص عن عاصم وغير ذلك، وحج وجاور وكان فقيها مقرئا، مات أبوه وعمره أربع سنين، فكفله عمه الإمام العلامة ولي الله شهاب الدين أحمد بن أبي بكر الناشري مدَّة يسيرة، ثم لما توفي عمه المذكور انتقل إلى عمه الآخر شيخ الإسلام شمس الدين علي بن أبي بكر الناشري، فحفظ القرآن العظيم، ثم جمع القراءات السبع عند المقرئ شهاب الدين أحمد بن محمد الأشعري قبل بلوغ عمره عشرين سنة، وكان موفَّقاً في صغره، كما قيل في المثل: عاش طفل ما مربِّيه أب.

## قالوا عنه
1/ قال عنه السخاوي: «كان فقيها عالما محققا لعلوم جمة؛ منها الفقه والقراءات والفرائض وغيرها مع مشاركة في الأدب والشعر. ويقال أنه بلغ في شرح الإرشاد إلى إثناء الصداق ودرس بمدارس في زبيد ثم رتبه الظاهر في تدريس مدرسته، وكان مبارك التدريس انتفع به جماعة كثيرون، وولي أيضا إمامة الظاهرية».
2/ قال عنه الزركلي: «فقيه يماني شافعيّ، له مشاركة في الأدب والشعر. درّس بمدارس زبيد».
3/ قال عبد الوهاب بن عبد الرحمن البريهي: «كان رحمه الله أحد الأئمة الإفراد والبلغاء الأمجاد متصرفا بالكلام بما يشاء كيف شاء مطيعا له على البديهة الإنشاء حسن المحاضرة بليغ العبارة ذا فطنة وبلاغة مشهور بالذكاء وجودة الفهم والبراعة مع حسن أخلاق جميلة».

## مشايخه
1/ ابن الجزري، أخذ عنه القراءات العشر.
2/ الشهاب أحمد بن محمد الأشعري.
3/ علي بن محمد الشرعبي.
4/ إسماعيل بن إبراهيم البومة.
5/ علي بن أبي بكر الناشري.
6/ الطيب بن أحمد الناشري.

## شعره
كان المترجم له نحويا لغويا أديبا، له شعر جيد، ومنه:
(تذكرت في نفسي فلم أر زلة... كزلة من باع التهائم بالجبل)
(وأصبح عن ربع الأحبة نازحا... يسائل عن هذا وعن ذاك ما فعل)
وله أيضا:
(يقولون لي ضيعت عمرك فانتبه... وشمر فقد وافاك شهر محرم)
(فقلت لهم مالي سوى أن عادتي... منامي على الأجفان فيه محرم).

## مؤلفاته
1/ البستان الزاهر في طبقات علماء بني ناشر، قال عنه السخاوي: «له تصنيف في الناشريين سماه البستان الزاهر في طبقات علماء بني ناشر طالعته وهو مفيد واستطرد فيه لغيرهم مع فوائد ومسائل بل وعمل شرحا على الحاوي والإرشاد».
2/ الهداية في تحقيق الرواية.
3/ إيضاح الدرة المضية في قراءات الثلاثة المرضية. 
وهو شرح على منظومة الدرة المضيئة في القراءات الثلاث المتممة للعشر، للإمام ابن الجزري ت833هــ. وهو أكثر المؤلفات اليمنية انتشارًا، وعليه اعتماد كثير من مدارس الإقراء والجامعات في شرح منظومة الدرة. وقد طبع الكتاب بتحقيق عبد الرزاق علي إبراهيم موسى في سنة 1409هـ.(المصدر: كشف الظنون (1/310)، معجم المؤلفين، (6/265)، مصادر الفكر (ص 28))

## وفاته
مات في سنة 848هـ بالطاعون في يوم الأحد تاسع عشري ذي الحجة.

## إسناده في القراءات المتصل إلى العصر الحاضر
يقول الدكتور جمال نعمان ياسين في كتابه المؤلفات اليمنية في قراءة نافع، المنشور في المؤتمر الدولي الأول للقراءات القرآنية. قراءة الإمام نافع المدني، الهيئة العامة للأوقاف والشؤون الإسلامية في دولة ليبيا، سنة 2023م (3/7):
قرأت القرآن الكريم بقراءتي نافع وعاصم من طريق الشاطبية وأجازني بهما فضيلة الشيخ العلامة حَمِيد بن قاسم عَقِيل الـمُلَيْكِيّ، وهو عن العلامة المقرئ سعيد بن أحمد فَحْل التَّعِزِّي، وهو عن السَّيد العلامة جمال الدين علي بن أحمد السُّدُمِيّ، وهو عن المقرئ يحيى بن هادي الشَّرفي، وهو عن المقرئ ياقوت بن أحمد الماس الحَبَشِي، وهو عن المقرئ هادي بن حسين القَارِني، وهو عن المقرئ صالح النِّهمي الجَرادي الصَّنعاني، والمقرئ علي بن علي اليَدُومِيّ الصَّنعاني، وهما عن المقرئ صالح بن علي اليَّدُومِي اليَمَانِيّ، وهو عن المقرئ علي بن محمد البَّصِير الشَّاحِذِيّ، وهو عن المقرئ الحسين بن زيد جُحَاف، وهو عن المقرئ عبد الله بن عبد الباقي المِزْجَاجِيّ، وهو عن المقرئ عبد الله بن عبد الباقي العَدَنِيّ، وهو عن المقرئ عبد الباقي بن عبد الله العَدَنِيّ، وهو عن المقرئ محمد الطاهر بن علي الـمُخَلِّص، وهو عن المقرئ أحمد بن يحيى الشَّاوِرِي، وهو عن المقرئ محمد بن أحمد الـمِلحَانِيّ، وهو عن المقرئ محمد بن أبي بكر بن بُدَير، وهو عن المقرئ عبد الله بن محمد النَّاشِرِيّ، والمقرئ عثمان بن عمر الناشري، وهما عن المقرئ أحمد بن محمد الأَشْعَرِيّ، وهو عن المقرئ أبي نافع بن علي بن نافع العَمْدِيّ الحضرمي، وهو عن المقرئ علي بن أبي بكر بن شَدَّاد، وهو عن المقرئ سالم بن حاتم الجَبِّيّ، وهو عن المقرئ أحمد بن يوسف الرَّيمي، وهو عن المقرئ يوسف بن محمد الرَّيمي، وهو عن المقرئ علي بن عمر بن سُويد بن أسعد القاسمي، وهو عن المقرئ علي بن محمد بن علي بن همدان المَعْجَلِيّ، وهو عن المقرئ سعيد بن أسعد بن حمير بن عبد الأعلى التُّبَّاعي، وهو عن المقرئ محمد بن إبراهيم بن أبي مُشَيرِح الحضرمي، وهو عن المقرئ الحسن بن عبد الله بن عمر القيرواني المشهور بابن العَرْجَاء، وهو عن المقرئ عبد الله بن عمر القيرواني، وهو عن المقرئ أبي معشر عبد الكريم بن عبد الصَّمد الطَّبري، وهو بأسانيده المعروفة. 
المصدر: المؤلفات اليمنية في قراءة نافع، د. جمال نعمان ياسين، منشور في المؤتمر الدولي الأول للقراءات القرآنية. قراءة الإمام نافع المدني، الهيئة العامة للأوقاف والشؤون الإسلامية في دولة ليبيا، سنة 2023م (3/7).